# Singapore Open 1998
Il Singapore Open 1998 è stato un torneo di tennis giocato sul sintetico indoor. È stata la 7ª edizione maschile del Singapore Open che fa parte della categoria International Series Gold nell'ambito dell'ATP Tour 1998.
Si è giocato a Singapore dall'11 al 6 ottobre 1998.

## Campioni

### Singolare
Marcelo Ríos ha battuto in finale  Mark Woodforde con il punteggio di 6–4, 6–2

### Doppio
Todd Woodbridge /  Mark Woodforde hanno battuto in finale  Mahesh Bhupathi /  Leander Paes con il punteggio di 6–2, 6–3